# Jan Verheyen (filmregisseur)
Jan Jozef Verheyen (Temse, 18 maart 1963) is een Belgisch filmregisseur, televisieregisseur, presentator en mediafiguur. Zijn bekendste films zijn Alles moet weg (1996), de  Team Spirit-reeks (2000) (2003), Vermist (2007) en Dossier K. (2009). Hij staat verder bekend om zijn voorliefde voor B-films, waar hij jaarlijks het festival Nacht van de Wansmaak rond organiseert. Van 2003 tot 2005 was hij programmadirecteur bij VTM.

## Biografie
Verheyen ging in het Sint-Jozef-Klein-Seminarie naar school. Toen al was hij erg creatief en lanceerde hij het klaskrantje "'t Plezierke". Van jongs af aan was Jan Verheyen al een filmfanaat. Hij schreef jarenlang een maandelijkse filmcolumn in Teek! Filmmagazine van uitgever Gert Van Mol onder het pseudoniem 'Max Rockatansky'. Hij richtte samen met Marc Punt het filmdistributiebedrijf Independent Films op. In 1991 regisseerde hij zijn eerste film Boys. Hij organiseerde verschillende keren De Nacht van de Wansmaak, een filmfestival met trash- en cultfilms. Op TV1 presenteerde hij het praatprogramma Aan tafel.
Op 28 juli 2003 werden Jan Verheyen en Bert Geenen aangesteld als programmadirecteurs van VTM, maar in 2005 nam Verheyen weer ontslag als programmadirecteur, naar eigen zeggen omdat zijn taak volbracht was.
Tussendoor werkte Verheyen ook geregeld mee aan het Canvasprogramma De Rechtvaardige Rechters. In september 2006 was Verheyen voor het eerst op de Nederlandse televisie te zien, namelijk als deskundoloog bij de Talpa-quiz De slimste. In het najaar van 2009 zat Verheyen weer in de jury van dit programma, zij het ditmaal op RTL 4.
Hij is ook een van de auteurs van het in 2008 verschenen manifest van de Gravensteengroep. Verheyen pleitte meermaals voor een onafhankelijke Vlaamse republiek. In december 2008 ontving Jan Verheyen de erepenning Albert De Cuyper.
Vanaf september 2012 tot januari 2013 presenteerde hij samen met Christel Van Dyck de zaterdagochtendtalkshow En nu serieus op Radio 2. Hij volgde Luk Alloo op, die het programma sinds 2008 presenteerde. In januari 2014 hernam hij de presentatie van het programma, dat nog liep tot medio dat jaar.
Van 2010 tot 2013 werkte Verheyen aan de langspeelfilm Het vonnis waar hij instond voor zowel de regie als het scenario. De film werd op 23 augustus 2013 vertoond op het filmfestival in Montreal.
In 2021 nam hij deel aan De Slimste Mens ter Wereld. Normaal gezien ging hij deelnemen in 2020.

### Privéleven

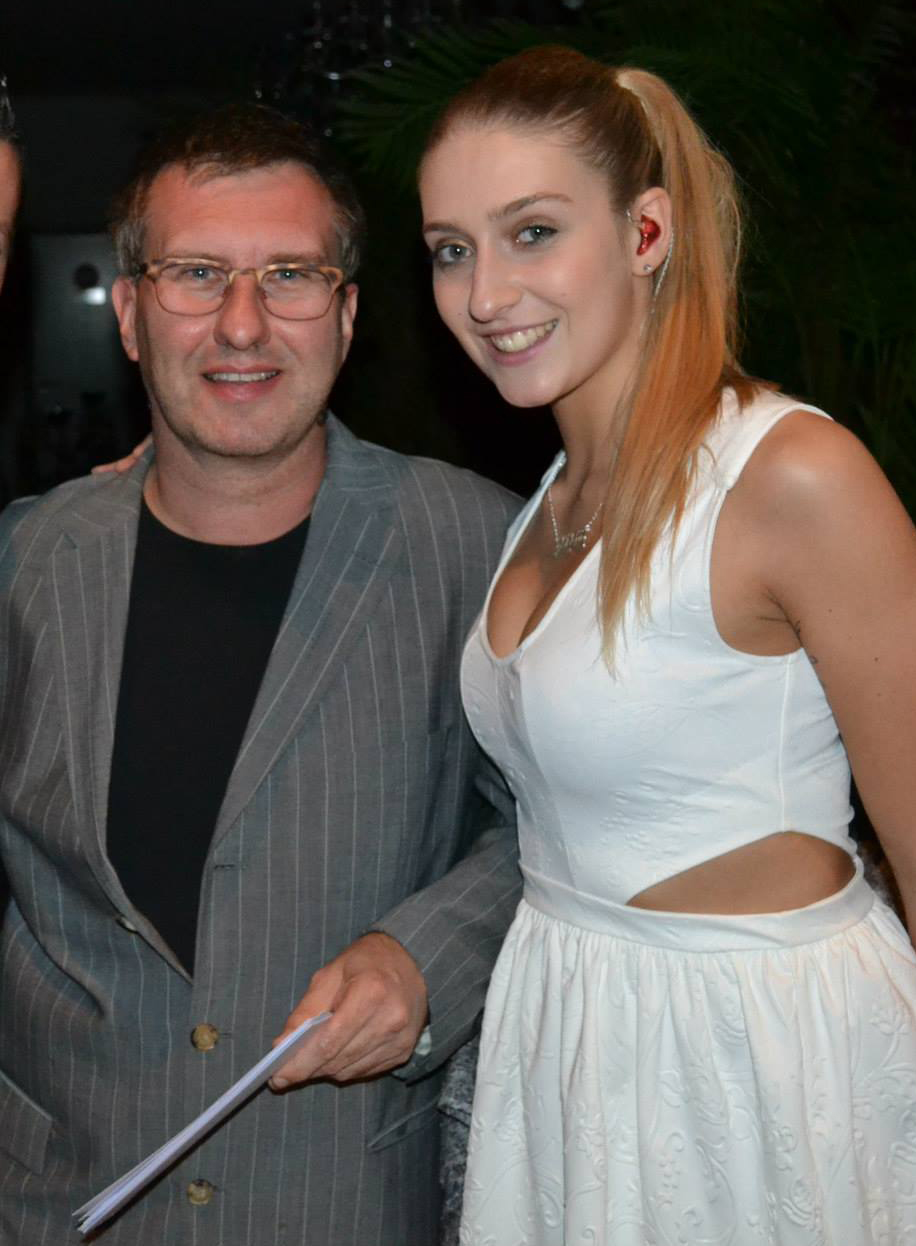
Met zangeres Axeela bij de ASAP Awards 2.0

Verheyen is sinds 2002 getrouwd met Lien Willaert met wie hij een dochter heeft, Anna.

## Films
- A Helping Hand (1989) - regie en scenario (kortfilm)
- Boys (1992) - regie en scenario
- The Little Death (1996) - regie
- Alles moet weg (1996) - regie en scenario
- Team Spirit (2000) - regie
- Alias (2002) - regie en scenario
- Team Spirit 2 (2003) - regie en scenario
- Buitenspel (2005) - regie
- Vermist (2007) - regie
- Los (2008) - regie
- Dossier K. (2009) - regie
- Zot van A. (2010) - regie en scenario
- Het vonnis (2013) - regie en scenario
- F.C. De Kampioenen 2: Jubilee general (2015) - regie
- Het tweede gelaat (2017) - regie
- F.C. De Kampioenen 3: Forever (2017) - regie
- De Collega's 2.0 (2018) - regie
- F.C. De Kampioenen 4: Viva Boma! (2019) - regie
- Bittersweet Sixteen (2021) - regie
- Red Sandra (2021) - regie
- Het Geheugenspel (2023) - regie en scenario

## Series
- Vermist I (draaien: 2007)
- Vermist II (draaien: 2008)
- Vermist III (draaien: 2011)
- Vermist IV (draaien: 2012)
- Vermist V (draaien: 2013)
- Vermist VI (draaien: 2014)
- De Bunker (draaien: 2014)

## Rollen
- Hallo K3! (2011): De videoclip - zichzelf
- Asterix & Obelix bij de Britten (2012): stem van Astérix
- Stukken van Mensen (2017, 2018) - als zichzelf
- Auwch (2020): zichzelf

## Boeken
- 2011: Alles wat je eigenlijk zou moeten weten over film volgens Jan Verheyen.
- 2012: Mijn Amerika (bijdrage)
- 2015: Suske en Wiske De verwoede verzamelaar, met tekeningen van Jan Bosschaert.
- 2020: Alle remmen los!